# قشلاق بادار حاج صفر علي (مقاطعة بيله سوار)
قشلاق بادار حاج صفر علي (بالفارسية: قشلاق پادارحاج صفرعلی) هي منطقة سكنية تقع في إيران في أردبيل.